# Паланська сільська рада (Томашпільський район)
| Паланська сільська рада — колишній орган місцевого самоврядування у Томашпільському районі Вінницької області з адміністративним центром у с. Паланка. Сільській раді підпорядковані населені пункти: - с. Паланка - c. Вапнярки - с. Касянівка |

## Склад ради
Рада складається з 16 депутатів та голови.

## Керівний склад сільської ради
| ПІБ                          | Основні відомості                                                 | Дата обрання | Дата звільнення |
| ---------------------------- | ----------------------------------------------------------------- | ------------ | --------------- |
| Божанський Григорій Іванович | Сільський голова, 1958 року народження, освіта, безпартійний      | 26.03.2006   | 31.10.2010      |
| Божанський Григорій Іванович | Сільський голова, 1958 року народження, освіта вища, безпартійний | 31.10.2010   | 11.12.2011      |
| Фурманюк Григорій Ілліч      | Сільський голова, 1956 року народження, освіта вища, безпартійний | 11.12.2011   |                 |

Примітка: таблиця складена за даними джерела